# Забзун
Забзун (алб. Zabzun) је насељено место у општини Либражд у округу Елбасан, Албанија. Према попису из 1989. године било је 663 становника.
Према бугарском географу и историчару, Василу Канчову, у Забзуну је 1900. године живело 400 Албанаца муслимана. Тања Мангалакова у свом раду из 2004. године наводи Забзун као словенско-албанско насеље.